# Grevillea molyneuxii
Grevillea molyneuxii är en tvåhjärtbladig växtart som beskrevs av Mcgill.. Grevillea molyneuxii ingår i släktet Grevillea och familjen Proteaceae. Inga underarter finns listade i Catalogue of Life.